# Continente blanco
Continente blanco es una película en blanco y negro coproducción de Francia y Argentina que también se llamó Operación Antártida dirigida por Bernard Roland sobre el guion de Olga Casares Pearson adaptado por Raquel Martínez Piñú que se estrenó el 25 de julio de 1957 y que tuvo como protagonistas a Duilio Marzio, Luis Dávila, Nino Persello y Ana María Cassán. Es la primera película argentina rodada íntegramente en la Antártida y fue declarada “de interés nacional” por el Ministerio de Marina.

## Sinopsis
Dos marinos en viaje a la Antártida mantienen la esperanza de encontrarse con la misma mujer a su retorno.

## Reparto
- Duilio Marzio
- Luis Dávila
- Nino Persello
- Ana María Cassán
- Dora Zular
- Olga Casares Pearson
- Ángel Walk
- Luis Orbegoso
- Beto Gianola
- Roberto Monti
- Adolfo de Almeida

## Comentarios
El Mundo dijo en su crónica:

”Valiosa en su aspecto documental, los méritos más grandes los acapara el fotógrafo E. Walfisch, el cameraman y el equipo técnico que ha realizado una extraordinaria labor.”

Por su parte La Razón opinó:

”Entre grandes masas de hielo…se desenvuelve una esquemática anécdota de sacrificio y amor.”